# Sh2-289
Sh2-289 est une nébuleuse en émission visible dans la constellation de la Licorne,,.
On l'observe dans la partie sud de la constellation, à environ 9° au nord de Sirius, l'étoile la plus brillante du ciel nocturne. Elle apparaît comme un léger halo sur les photographies prises avec un télescope amateur de grande puissance équipé de filtres spéciaux. Située à environ 7° au sud de l'équateur céleste, elle peut être facilement observée depuis toutes les zones peuplées de la Terre, sans différences majeures d'un hémisphère à l'autre. La période la plus favorable pour son observation dans le ciel du soir est de décembre à avril.
C'est l'une des régions HII les plus éloignées de la Voie lactée. Elle se trouve à une distance d'environ 10 000 pc (∼32 600 al), sur le bord le plus extrême du bras de la Règle, dans une position apparemment anormale, étant à de très hautes latitudes galactiques, au sud du plan galactique. Cette position anormale, comme celle de Sh2-283, témoigne de la forme arquée des régions les plus externes de la Galaxie, connue sous le nom de distorsion galactique. En étudiant ces régions nébuleuses et d'autres régions émettrices de CO, il a été possible de définir l'étendue de la distorsion galactique au niveau du Bras du Cygne : ce bras spiral se retrouve en effet aligné avec les autres bras galactiques au longitude galactique de 180°, soit à l'entrée du troisième quadrant galactique (entre le Cocher et les Gémeaux). Environ 30° plus loin, à 210° de longitude galactique (juste au nord de Sh2-289), le plan du Bras de la Règle commence à se détacher, et à 250° (entre le Grand Chien et la Poupe) il est déphasé au sud par rapport au plan des bras les plus intérieurs d'environ 1 400 pc (∼4 570 al), avec une épaisseur du bras de plus de 500 parsecs.
L'étoile responsable de l'ionisation des gaz dans le nuage est une étoile bleue de classe spectrale 09,5V, plus deux étoiles de classe B. L'étoile de magnitude 7 visible en direction du centre de la nébuleuse n'est pas liée au nuage, mais il appartient au bras d'Orion, se trouvant à seulement 189 parsecs.